# 八思巴塔
八思巴塔，位于山西省忻州市五台山台怀镇光明寺村。已列为忻州市文物保护单位。

## 历史
八思巴塔建于元代。

## 保护
2022年5月11日，八思巴塔公布为第三批忻州市文物保护单位，编号3-46。